# ナミダロジック
ナミダロジックは、日本のロックバンド。2011年に結成され、東京都内を中心に活動している。O3forLive、HIGH SUPREME RECORDSに所属。

## 概要
元有刺鉄線の山崎義則、鹿内武蔵により結成。
軸であるロック、パンク・ロックに、ポリリズム、変拍子といったプログレッシブ・ロックの要素を加えた音楽が特徴。

## メンバー
- 小室トシクニ（ギター）
- 鹿内武蔵（ベース）　元有刺鉄線。オリンポス16闘神にも所属。

- みおすけ（キーボード）
- mamo-Tanaka（ドラムス）　THE LOW NUMBERSにも所属。

### 元メンバー
- 川田寛子（キーボード）　現frAgile。

- 仁科希世彦（ドラムス）
- 松岡徹（ドラムス）　スケルトンズにも所属。

- 山崎義則（ギター）　元有刺鉄線。
- ナカジマ（ボーカル）
- 淺井耕介（キーボード）
- Mai（ボーカル）

## 来歴
2011年秋に山崎、鹿内により結成。ボーカルには無名の新人ナカジマを抜擢。
キーボードに川田、ドラムに仁科を迎え、2012年よりライブ活動を行う。
2012年9月に1stシングル『さよなら』をリリース。
2012年秋に川田、仁科が脱退。
2013年より、淺井、松岡が加入。
2013年10月、FM802主催「ミナミホイール2013」に出演。
2013年11月、2ndシングル『忘れな草』をリリース。
2013年12月、3rdシングル『八月のロジック』をリリース。
2014年3月、ナカジマがJリーグ東京ヴェルディのクラブ公式ソングを歌うバンド「AlegriA」に加入。2014年シーズンは味の素スタジアムと国立競技場で試合前にライブを行う。
2014年11月8日　1stアルバム『星間戦争』をリリース。ジャケットのイラストを漫画家の高田桂が手がける。
2015年3月　松岡が脱退。
2015年4月　mamo-Tanakaが加入。
2015年10月　山崎が脱退。
2016年1月　ナカジマ、淺井が脱退。
2016年9月　Mai、小室トシクニ、みおすけが加入。
2017年5月　Maiが脱退。

## 作品

### シングル
- さよなら（2012年9月5日）

1. さよなら
2. もういいかい
3. シチガツヨッカ
4. いとしー人

- 忘れな草（2013年11月27日）

1. 忘れな草
2. リフレイン
3. 千叉路

- 八月のロジック（2013年12月11日）

1. 八月のロジック
2. 33℃
3. サマーナイトシンパシー

### アルバム
- 星間戦争（2014年11月8日）

1. 星間戦争
2. セツナセツナ
3. おとぎ話
4. リフレイン
5. さよなら
6. シチガツヨッカ
7. 忘れな草